# Giulio Ingianni (motovedetta d'altura)
La motovedetta d'altura Giulio Ingianni (distintivo ottico CP 409) è un'unità navale per la vigilanza pesca della Guardia costiera italiana, realizzata nel cantiere navale CRN di Ancona e consegnata il 13 giugno 1992 alla presenza dell'allora ministro della Marina mercantile Facchiano.

## Caratteristiche
La nave, ultima evoluzione delle precedenti Cavallari e Mazzinghi, costruita in un unico esemplare è stata realizzata con scafo in acciaio e sovrastruttura in lega ed aveva all'epoca della sua entrata in servizio un dislocamento di 205 tonnellate con una lunghezza fuori tutto di 34.60 metri, una larghezza di 7,15 metri.
L'imbarcazione era equipaggiata con due motori diesel Isotta Fraschini ID 36 SS 16 V.200 che consentivano una velocità massima di 21 nodi con un'autonomia di 1000 miglia nautiche e dispone anche di un battello pneumatico con motore fuoribordo.
L'armamento è costituito da due mitragliatrici MG 42/59 calibro 7,62 NATO.

## Servizio

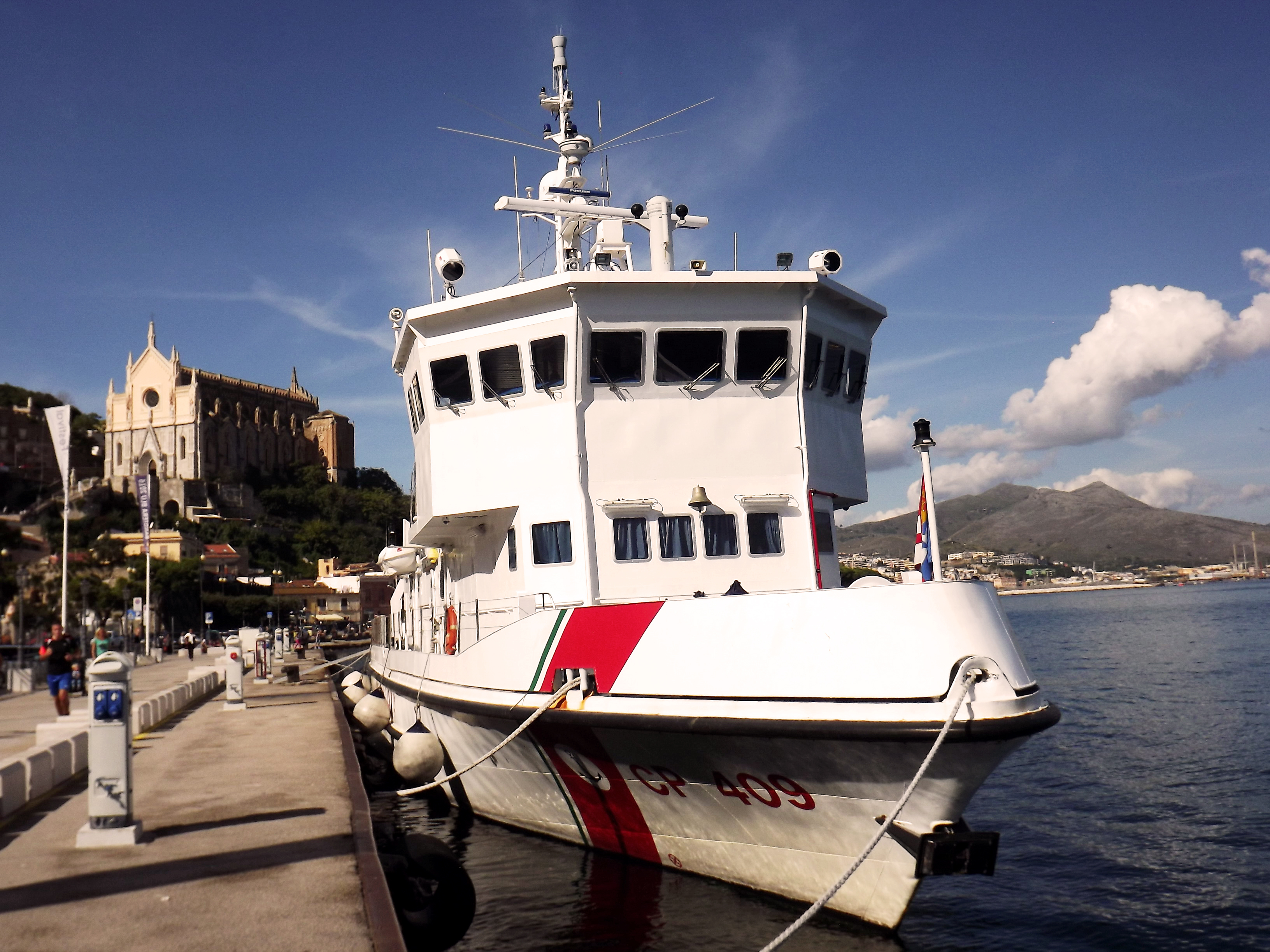
L'unità ormeggiata a Gaeta dopo i lavori di ammodernamento del 2012

L'imbarcazione che ha la sua base operativa presso la capitaneria di porto di Taranto, nel corso della sua vita operativa è stata impiegata in missione in Albania operando a Valona e Saseno.
L'unità navale nel 2012 è stata sottoposta a lavori di ammodernamento/trasformazione allo scafo, alla sovrastruttura, agli impianti e alla componente radioelettrica di comunicazione e scoperta per essere specializzata alla specifica attività di vigilanza pesca, tra cui la sostituzione dee radar di navigazione GEM con radar Furuno.
Al termine dei lavori, svolti presso i cantieri Siman di La Spezia, l'unità ha raggiunto un dislocamento di 245 tonnellate e anche in conseguenza dell'aumento del dislocamento, nel corso dei lavori sono stati anche sostituiti i propulsori originali con motori diesel Caterpillar 3512C da 1764 KW che consentono all'unità di raggiungere una velocità massima di 21 nodi uguale a quella precedente i lavori ed un'autonomia ridotta a 886 miglia alla velocità di 18 nodi.

## Nome

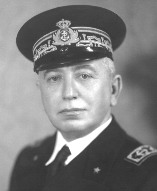
Il Generale Ingianni a cui è intitolata l'unità

L'unità è intitolata a Giulio Ingianni, generale del Corpo delle capitanerie di porto, comandante generale del Corpo delle capitanerie di porto e senatore del Regno d'Italia, nato a Marsala in Provincia di Trapani il 18 dicembre 1876 e morto a Roma il 10 luglio 1958.
Giulio Ingianni con il grado di capitano di porto aveva partecipato alla prima guerra mondiale operando in Adriatico. Al termine del conflitto poi partecipò a Parigi alla “Commissione delle riparazioni di guerra”, adoperandosi attivamente affinché il patrimonio navale della Venezia Giulia, in particolare triestino, non sia diviso tra le potenze vincitrici del conflitto, scoraggiando, le mire inglesi sulla flotta navale ex-austriaca e quelle iugoslave. Rientrato in Italia nel 1921, ha successivamente ricoperto gli incarichi di commissario straordinario del Consorzio autonomo del Porto di Genova e di reggente della Direzione generale della Marina mercantile e il 19 aprile 1926 nominato generale capo ispettore del Corpo delle capitanerie di porto, mantenendo tale incarico fino al 1928, continuando a mantenere in tale periodo anche quello di Direttore Generale della Marina Mercantile, che ricoprirà sino al giugno/luglio 1944. Fece anche parte, come esperto navale, della delegazione italiana alla conferenza di Londra per la riduzione degli armamenti dell'inverno del 1930.
Dopo la cessazione dal servizio nel 1939 venne nominato senatore del Regno, ma venne richiamato in servizio durante la seconda guerra mondiale prestando servizio fino al 1944.
Nel secondo dopoguerra, ormai ritirato dalla vita pubblica, nel 1953 ricevette il titolo di grande ufficiale al merito della Repubblica italiana, per l'impegno e la dedizione che nel corso della sua vita aveva dedicato alla marineria italiana e al Corpo delle Capitanerie di Porto.